# Prințul Ludwig Ferdinand al Bavariei
Prințul Ludwig Ferdinand al Bavariei (germană Prinz Ludwig Ferdinand Maria Karl Heinrich Adalbert Franz Philipp Andreas Konstantin von Bayern) (n. 22 octombrie 1859 – d. 23 noiembrie 1949), a fost membru al Casei regale bavareze de Wittelsbach și general de cavalerie. După căsătoria cu Infanta María de la Paz a Spaniei a devenit infante al Spaniei.

## Familie
A fost fiul cel mare al Prințului Adalbert al Bavariei (1828–75) și al Infantei Amelia Filipina a Spaniei (1834–1905). Pe linie paternă a fost nepotul regelui Ludwig I al Bavariei și al primei soții a acestuia, Prințesa Therese de Saxa-Altenburg. Bunicii materni au fost Infantele Francisco de Paula al Spaniei și soția acestuia, Prințesa Luisa Carlotta de Bourbon-Două Sicilii.
Unchii paterni ai lui Ludwig Ferdinand au fost: regele Maximilian al II-lea al Bavariei, regele Otto I al Greciei și  Prințul Regent Luitpold de Bavaria. Unchiul matern a fost regele consort Francis al Spaniei (1822–1902) iar verișor primar i-a fost regele Alfonso al XII-lea al Spaniei (1857–85). Ludwig Ferdinand s-a născut la Madrid însă frații lui mai mici în Bavaria unde s-au întors.
Verișori primari pe linie paternă erau: Ludwig II, Otto I și Ludwig III, regi ai Bavariei. 

## Căsătorie
Prințul Ludwig Ferdinand al Bavariei s-a căsătorit în 1883 cu verișoara sa primară, Infanta Maria da Paz a Spaniei (1862–1946), a doua fiică a unchiului său regele Francis și a reginei Isabela a II-a a Spaniei. Nunta a avut loc la Madrid, în timpul domniei fratelui ei, regele Alfonso al XII-lea. În 1885 tânărul cuplu s-a întors în Bavaria unde au locuit la palatul Nymphenburg.
Ei au fondat așa numita ramură spaniolă a familiei regale bavareze, care a început cu căsătoria părinților lui Ludwig Ferdinand, dar a fost consolidată de căsătorii succesive spaniole.

## Copii
Căsătoria prințului Ludwig Ferdinand cu infanta Paz a fost lungă și fericită. Împreună au avut trei copii. Cel mai mare, prințul Ferdinand, a urmat tradiția căsătoriilor spaniolo-bavareze și a trăit pentru restul vieții în Spania. Copiii cei mici ai lui Paz au moștenit pasiunile ei artistice și literare. Prințul Adalbert a fost scriitor și istoric; prințesa Pilar a fost pictor și a scris o carte despre domnia vărului ei Alphonso al XIII-lea. După ce fiul ei cel mare s-a stabilit în Spania, Paz a făcut călătorii frecvente în țara natală pentru a-și vizita nepoții spanioli.

Copiii prințului Ludwig Ferdinand și ai infantei Paz au fost:
- Infantele Ferdinand al Spaniei, Prinț de Bavaria (1884–1958); născut la Madrid s-a stabilit permanent în Spania în 1905. S-a căsătorit cu verișoara sa, infanta Maria Teresa, fiica lui Alfonso al XII-lea.
- Prințul Adalbert de Bavaria (1886–1970). A fost istoric și diplomat. S-a căsătorit cu contesa Augusta de Seefried și a avut doi fii; a trăit în Germania.
- Prințesa Pilar de Bavaria (1891–1987), necăsătorită; a fost pictoriță.